# Corpicenses
Les Corpicenses  sont une tribu antique de Sardaigne.

## Histoire
Décrits par Ptolémée (III, 3), les Corpicenses habitaient au Sud des Rucensi et au Nord des Scapitani et des Siculensi.